# Churriguerastil

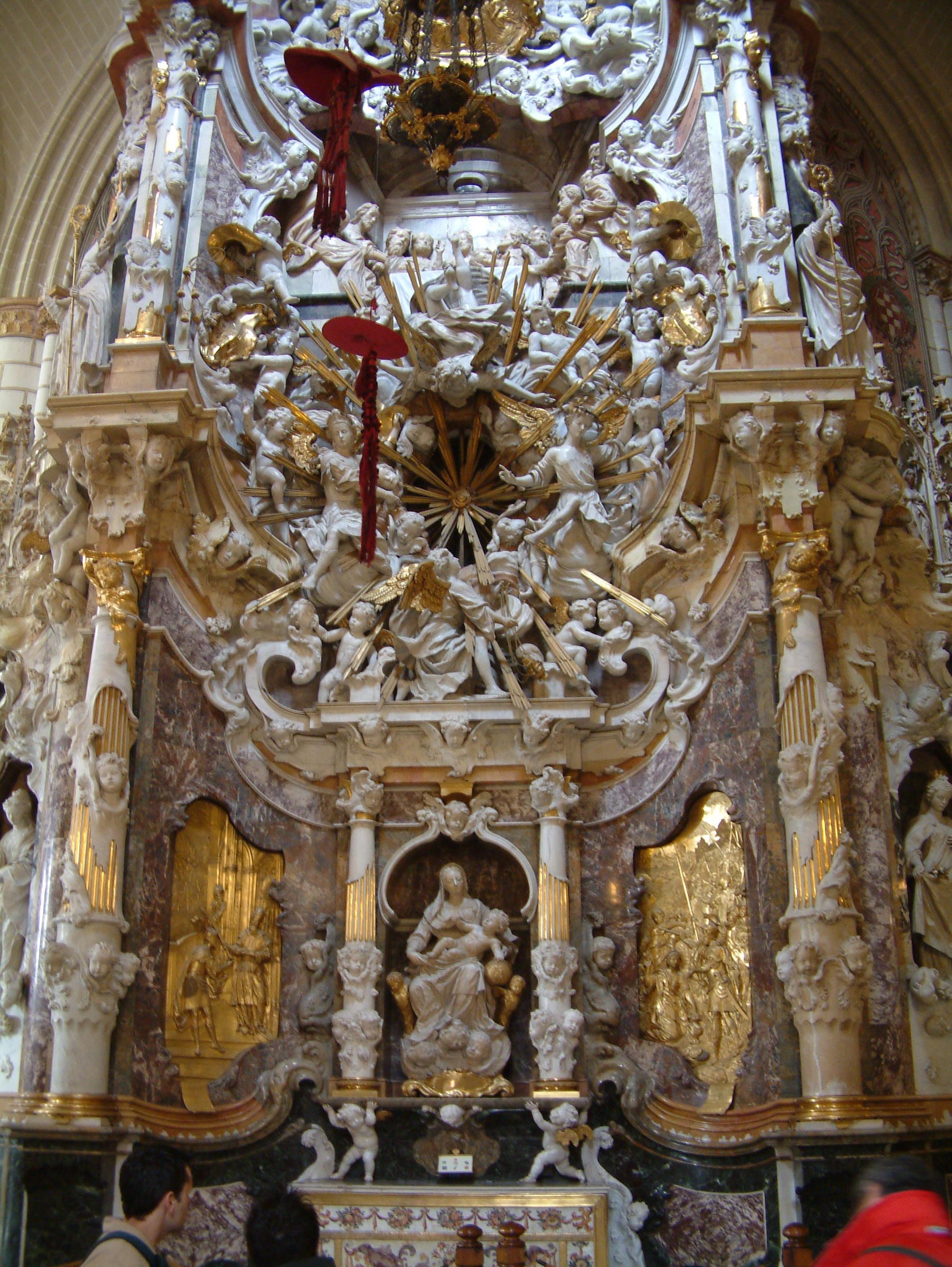
Exempel på churriguerastil: altaruppsatsen El Transparente (fullbordad 1732) av Narciso Tomé i Toledos katedral.

Churriguerastil eller churrigueresco är en spansk arkitektur- och inredningsstil under den spanska senbarocken som präglas av invecklade och uttrycksfulla detaljer. Churriguerastilen växte fram som en form av stuckornamentation i Spanien i slutet av 1600-talet och användes fram till cirka 1750. Den återfinns oftast ovanför huvudentrén på byggnadens fasad.
Stilen har fått sitt namn efter familjen Churriguera från Salamanca och dess ursprung kan härledas till arkitekten och skulptören Alonso Cano som ritade fasaden på katedralen i Granada år 1667.